# Scincella capitanea
Scincella capitanea (земляний сцинк великий) — вид сцинкоподібних ящірок родини сцинкових (Scincidae). Ендемік Непалу.

## Поширення і екологія
Великі земляні сцинки Беттгера мешкають на схилах гірського хребта Аннапурна в центральному Непалі. Вони живуть в гірських лісах Гімалаїв, на висоті від 1100 до 2100 м над рівнем моря.